# Milovan Danojlić
Milovan Danojlić (in serbo Милован Данојлић?; Ljig, 3 luglio 1937 – Poitiers, 23 novembre 2022) è stato uno scrittore e politico serbo.

## Biografia
Milovan Danojlić, laureato in lingua e letteratura francese all'Università di Belgrado, ha pubblicato oltre 70 opere di narrativa e poesia. Tra le sue opere più note ricordiamo Neka vrsta cirkusa (Una specie di circo), Licne stvari - ogledi o sebi i o drugima (Affari personali - Saggi su se stessi e sugli altri) e Balada o siromastvu (La ballata della povertà). Nel 1976 ha ricevuto il premio Matica srpska per la poesia a Novi Sad con la raccolta Put i sjaj e nel 1997 il premio NIN per il miglior romanzo con Oslobodioci i izdajnici (I liberatori e i traditori). Nel 1967 nel n. 20 viene pubblicata la sua poesia Stelle sul supplemento per ragazzi Pioniere Noi Donne e nel 1968 sul n. 27 stesso supplemento viene pubblicata la sua poesia Per la strada.
Dal 1984 in poi ha vissuto principalmente in Francia, dove per due anni è stato docente di serbo-croato all'Università di Poitiers.
Nel 1989 è stato membro del comitato fondatore del Partito Democratico, il primo partito di opposizione non comunista in Serbia dal 1945. È membro dell'Accademia serba delle scienze e delle arti. Nel 2018, Milovan Danojlić è diventato membro a pieno titolo dell'Accademia serba delle scienze e delle arti e, dal 2010, scrive regolarmente per la rivista NIN.
Muore il 23 novembre 2022 a Poitiers.

## Opere
- Urođenički psalmi, Nolit, Belgrade, 1957.
- Nedelja, Lykos, Zagreb, 1959.
- Kako spavaju tramvaji, Lykos, Zagreb, 1959.
- Noćno proleće, Progres, Novi Sad, 1960.
- Balade, Nolit, Belgrade, 1966.
- Lirske rasprave, Matica srpska, Novi Sad, 1967.
- Furunica-jogunica, Kulturni centar, Novi Sad, 1969.
- Glasovi, Belgrade, 1970.
- Čudnovat dan, Mlado pokolenje, Belgrade, 1971.
- O ranom ustajanju, Matica srpska, Novi Sad, 1972.
- Rodna godina, BIGZ, Belgrade, 1972.
- Onde potok, onde cvet, Zmajeve dečje igre/Radnički univerzitet, Novi Sad, 1973.
- Čistine, Matica srpska, Novi Sad, 1973.
- Grk u zatvoru, August Cesarec, Zagreb, 1975.
- Naivna pesma, Nolit, Belgrade, 1976.
- Put i sjaj, Matica srpska, Novi Sad, 1976.
- Kako je Dobrislav protrčao kroz Jugoslaviju, BIGZ, Belgrade, 1977.
- Muka s rečima, Slobodan Mašić, Belgrade, 1977.
- Pesme, Nolit, Belgrade, 1978.
- Tačka otpora, Liber, Zagreb, 1978.
- Zimovnik, Zbirka Biškupić, Zagreb, 1979.
- Zmijin svlak, Nolit, Belgrade, 1979.
- Rane i nove pesme, Prosveta, Belgrade, 1979.
- Kako živi poljski miš, Narodna knjiga, Belgrade, 1980.
- Senke oko kuće, Znanje, Zagreb, 1980.
- To : vežbe iz upornog posmatranja, Prosveta, Belgrade, 1980.
- Srećan život, Mladost, Zagreb, 1981.
- Mišja rupa, M. Danojlić/M. Josić, Belgrade, 1982.
- Sunce je počelo da se zlati, Zavod za izdavanje udžbenika, Novi Sad, 1982.
- Čišćenje alata, M. Danojlić/S. Mašić, Belgrade, 1982.
- Brisani prostor, Srpska književna zadruga, Belgrade, 1984.
- Podguznica, M.Josić/M. Danojlić, Belgrade, 1984.
- Šta sunce večera, Rad, Belgrade, 1984.
- Kao divlja zver : teškoće s ljudima i sa stvarima, Filip Višnjić, Belgrade, 1985.
- Večiti nailazak : stihovi, Jugoslavika, Toronto, 1986.
- Dragi moj Petroviću, Znanje, Zagreb, 1986.
- Čekajući da stane pljusak, Paris, 1986.
- Pisati pod nadzorom, Nova Jugoslavija, Vranje, 1987.
- Neka vrsta cirkusa, Književna omladina Srbije, Belgrade, 1989.
- Tačka otpora : izabrane pesme, Srpska književna zadruga, Belgrade, 1990.
- Zlo i naopako, BIGZ, Belgrade, 1991.
- Godina prolazi kroz avliju, Srpska književna zadruga, Belgrade, 1992.
- Pesme za vrlo pametnu decu, Prosveta, Belgrade, 1994.
- Da mi je znati : izbor iz poezije za decu, Zmaj, Novi Sad, 1995.
- Na obali, Gradska biblioteka, Čačak, 1995.
- Martovsko sunce : izbor iz poezije za decu, ING Komerc, Novi Sad, 1996.
- Mesto rođenja, Filip Višnjić, Belgrade, 1996.
- Muka duhu, Draganić, Belgrade, 1996.
- Teško buđenje, Plato, Belgrade, 1996.
- Šta čovek da radi, Obrazovanje, Novi Sad, 1996.
- Jesen na pijaci, Školska knjiga, Novi Sad, 1997.
- Nedelja u našoj ulici, Todor, Novi Sad, 1997.
- Oslobodioci i izdajnici, Filip Višnjić, Belgrade, 1997.
- Balada o siromaštvu, Filip Višnjić, Belgrade, 1999.
- Veliki ispit, Verzal Press, Belgrade, 1999.
- Kako spavaju tramvaji i druge pesme, Jefimija, Kragujevac, 1999.
- Kako je kralj Koba Jagi napustio presto, Intelekta, Valjevo, 2000.
- Pevanija za decu, Dečje novine, Gornji Milanovac, 2000.
- Razgorevanje vatre : izabrane pesme, Zadužbina Desanke Maksimović, Belgrade, 2000.
- Lične stvari : ogledi o sebi i drugima, Plato, Belgrade, 2001.
- Mesec je pun kao kljun : izbor iz poezije za decu, Agencija za otkrivanje i razvoj talenata "Nikola Tesla", Novi Sad, 2001.
- Ograda na kraju Beograda, Bookland, Belgrade, 2001.
- Pustolovina ili Ispovest u dva glasa, Filip Višnjić, Belgrade, 2002.
- Zečji tragovi, Filip Višnjić, Belgrade, 2004.
- Srbija na zapadu, NB "Stefan Prvovenčani", Kraljevo, 2005.
- Čovek čoveku, Književna zajednica "Borisav Stanković", Vranje, 2006.
- Pešački monolog, Plato, Belgrade, 2007.
- Učenje jezika, Srpska književna zadruga, Belgrade, 2008.
- Priča o pripovedaču, IP Matica srpska, Novi Sad, 2009.
- Crno ispod noktiju, Plato, Belgrade, 2010.
- Dobro jeste živeti, Albatros Plus, Belgrade, 2010.
- Iznuđene ispovesti, Plato, Belgrade, 2010.
- Pisma bez adrese, Službeni glasnik, Belgrade, 2012.
- Hrana za ptice, Albatros Plus, Belgrade, 2014.